# Beton compactat cu role

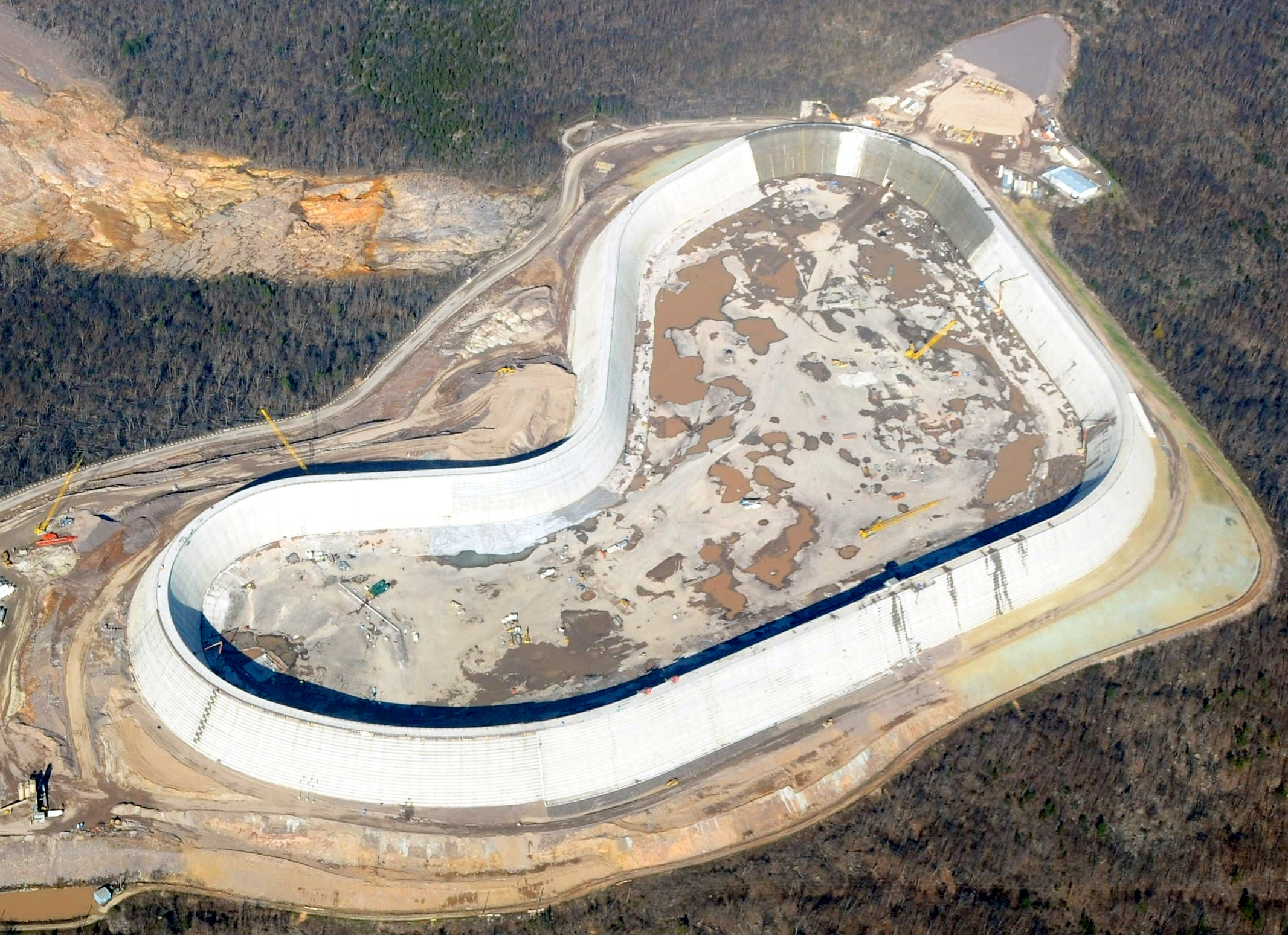
Rezervorul superior reconstruit al Fabrica Taum Sauk, care se apropie de finalizare în această fotografie, este cel mai mare baraj CCR din America de Nord.

Beton compactat cu role („CCR”) sau „beton laminat” („rollcrete”) este un amestec special de beton care are în esență aceleași ingrediente ca betonul convențional, dar în raporturi diferite și, din ce în ce mai mult, cu înlocuirea parțială a cenușii zburătoare cu ciment Portland. Înlocuirea parțială a cenușii zburătoare pentru cimentul Portland este un aspect important al construcției barajului RCC, deoarece căldura generată de hidratarea cenușii zburătoare este semnificativ mai mică decât căldura generată de hidratarea cimentului Portland. Acest lucru, la rândul său, reduce sarcinile termice din baraj și reduce potențialul de fisurare termică să apară. CCR este un amestec de ciment / cenușă zburătoare, apă, nisip, agregate și aditivi comuni, dar conține mult mai puțină apă. Amestecul produs este mai uscat și, în esență, trece testul tasării. CCR este plasat într-un mod similar cu pavajul; materialul este livrat de basculante sau transportoare, răspândite cu buldozere mici sau pavatoare de asfalt special modificate, și apoi compactate de role rutiere.
În construcția barajelor, betonul compactat cu role și-a început dezvoltarea inițială odată cu construcția barajului Alpe Gera lângă Sondrio, în nordul Italiei, între 1961 și 1964. Betonul a fost pus într-o formă și s-a utilizat o metodă similară, dar nu a fost compactat cu role. Inițial și în general, CCR a fost utilizat pentru construcția de baraje cu nucleu de pământ, fundații și pavaje din beton, dar din ce în ce mai mult a fost folosit pentru a construi baraje gravitaționale din beton, datorită conținutul scăzut de ciment și utilizarea cenușii zburătoare determină generarea de mai puțină căldură în timpul uscării decât masele mari de beton cu ciment Portland. Betonul compactat cu role are multe beneficii de timp și costuri față de barajele convenționale masive din beton: acestea includ distribuirea mai eficientă a betonului și costuri materiale mai mici asociate cu producerea și răcirea acestuia și cofrajele.

## Aplicații pentru baraje

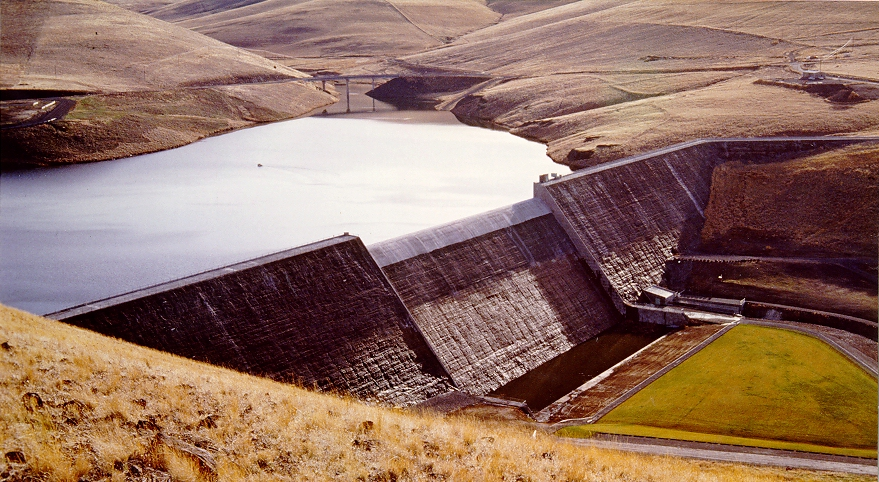
Barajul Willow Creek, baraj gravitațional RCC, Oregon, SUA

Pentru construcția barajelor, tronsoanele CCR sunt construite prin liftare în straturi orizontale succesive, rezultând o pantă în aval care seamănă cu o scară de beton. Odată ce un strat este plasat, acesta poate susține imediat echipamentul de terasare pentru a plasa următorul strat. După ce CCR este depus pe suprafața de ridicare, buldozerele mici îl împrăștie de obicei în straturi groase cu măsura de un picior (aproximativ 30 cm).
Primul baraj RCC construit în SUA a fost Willow Creek pe Willow Creek, un afluent în statul Oregon al râului Columbia. A fost construit de Corpul de Ingineri al Armatei între noiembrie 1981 și februarie 1983. Construcția a decurs bine, într-un program rapid și în cadrul bugetului (estimat la 50 de milioane de dolari, iar costul final fiind de 35 de milioane de dolari). La umplerea inițială însă, s-a constatat că scurgerea dintre straturile compactate din corpul barajului era neobișnuit de mare. Această problemă a fost rezolvată prin foraje cu injecții de beton cu un cost suplimentar de 2 milioane de dolari, ceea ce a redus inițial scurgerea cu aproape 75%; de-a lungul anilor, infiltrarea a scăzut de atunci la mai puțin de 10% din fluxul său inițial.  Îngrijorarea cu privire la siguranța pe termen lung a barajului a continuat totuși, deși numai indirect legată de construcția de tip CCR. În câțiva ani de la construcție, s-au observat probleme cu stratificarea apei rezervorului, cauzate de poluarea din amonte și descompunerea materiilor organice în lipsa oxigenului, care a produs gaz de hidrogen sulfurat. S-au exprimat îngrijorări cu privire la faptul că acest lucru ar putea, la rândul său, să dea naștere acidului sulfuric și, astfel, să accelereze deteriorarea betonului. Controversa în sine, precum și interpretarea ei, au continuat timp de câțiva ani. În 2004 a fost instalată o instalație de aerare, așa cum se sugerase cu 18 ani mai devreme.

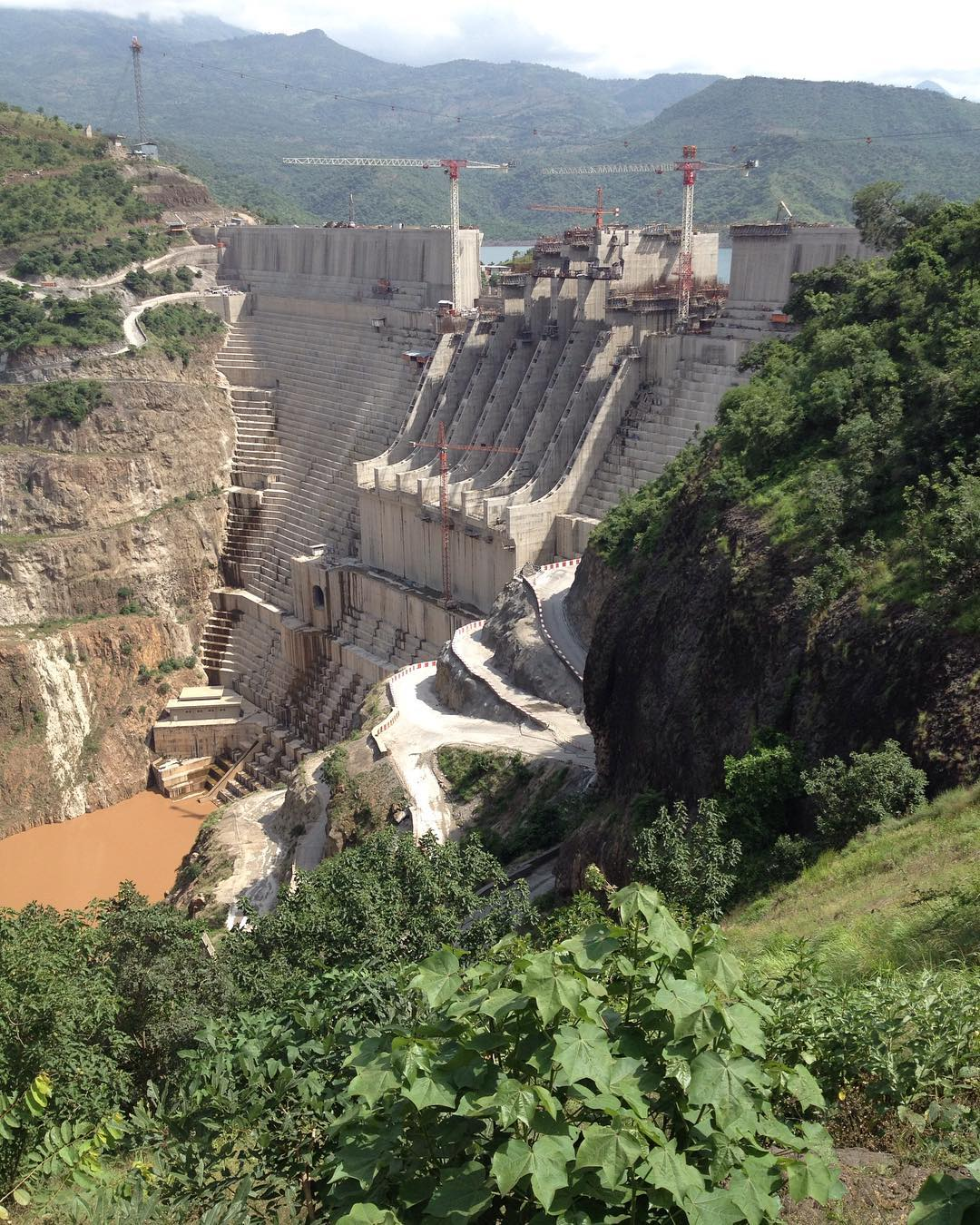
Barajul Gilgel Gibe III

În următorul sfert de secol de cercetare însemnată și prin experimentele realizate au dat îmbunătățiri în proiectarea amestecului de beton, modele de baraje și metode de construcție pentru baraje de beton compactate cu role; până în 2008, aproximativ 350 de baraje de tip CCR au fost construite la nivel mondial. În prezent, cel mai înalt baraj de acest tip este Barajul Gilgel Gibe III din Etiopia, de 250 m, și Barajul Diamer-Bhasha din Pakistan, de 272 m.